# Benjamin Lebel - Delitti D.O.C.
Benjamin Lebel - Delitti D.O.C. (Le Sang de la vigne) è una serie televisiva francese trasmessa dal 12 febbraio 2011 al 21 gennaio 2017 su France 3.
È un adattamento alla raccolta di romanzi Le Sang de la vigne, scritta da Jean-Pierre Alaux e Noël Balen per la casa editrice Arthème Fayard.
In Italia, sono state trasmesse soltanto cinque stagioni in prima visione assoluta su LA7 dal 20 giugno al 26 settembre 2015, mentre le restanti due risultano inedite.

## Trama
Benjamin Lebel è un enologo di vasta notorietà che possiede un grande intuito nel risolvere i casi di cronaca nera; per questo motivo viene coinvolto dalla polizia e dal comandante Barbaroux in alcuni casi, fornendo  un importante e decisivo contributo nella ricerca dei colpevoli di omicidi commessi nei milieu agricoli della zona.

## Personaggi e interpreti
- Benjamin Lebel (stagioni 1-7), interpretato da Pierre Arditi
- France Pelletier (stagioni 1-7), interpretata da Claire Nebout
Enologa e compagna di Benjamin.
- Mathilde Delaunay (stagioni 1-7), interpretata da Catherine Demaiffe
Assistente di Lebel.
- Silvère Dugain (stagioni 2-7), interpretato da Yoann Denaive
Altro assistente del protagonista.
- Comandante Barbaroux (stagioni 1-2), interpretato da Vincent Winterhalter
Comandante della polizia di Bordeaux.

## Episodi
| Stagione         | Episodi | Prima TV originale | Prima TV Italia |
| ---------------- | ------- | ------------------ | --------------- |
| Prima stagione   | 1       | 2011               | 2015            |
| Seconda stagione | 3       | 2011-2012          | 2015            |
| Terza stagione   | 4       | 2012-2013          | 2015            |
| Quarta stagione  | 4       | 2014               | 2015            |
| Quinta stagione  | 3       | 2014-2015          | 2015            |
| Sesta stagione   | 4       | 2015-2016          | inedita         |
| Settima stagione | 3       | 2016-2017          | inedita         |